# Borovec pri Kočevski Reki
Borovec pri Kočevski Reki este o localitate din comuna Kočevje, Slovenia, cu o populație de 57 de locuitori.